# Raymond (Washington)
Raymond is een plaats (city) in de Amerikaanse staat Washington, en valt bestuurlijk gezien onder Pacific County.

## Demografie
Bij de volkstelling in 2000 werd het aantal inwoners vastgesteld op 2975.
In 2006 is het aantal inwoners door het United States Census Bureau geschat op 2976, een stijging van 1 (0.0%).

## Geografie
Volgens het United States Census Bureau beslaat de plaats een oppervlakte van
11,3 km², waarvan 9,9 km² land en 1,4 km² water. Raymond ligt op ongeveer 10 m boven zeeniveau.

## Plaatsen in de nabije omgeving
De onderstaande figuur toont nabijgelegen plaatsen in een straal van 32 km rond Raymond.